# Lycoming IO-580
El Lycoming IO-580 es un motor aeronáutico de seis cilindros opuestos horizontalmente y enfriados por aire, fabricado por la compañía Lycoming Engines. El motor recibe su denominación numérica por su desplazamiento medido en pulgadas cúbicas. La construcción es mixta, empleando acero como principal componente, siendo las cabezas de los cilindros de aluminio. La alimentación del motor es mediante inyección de combustible y según versiones es capaz de entregar entre 300 y 315 hp.

## Aplicaciones
- XtremeAir Sbach 300 (AEIO-580-B1A)
- XtremeAir Sbach 342 (AEIO-580-B1A)
- ENAER Pillán II (AEIO-580-B1A)

## Especificaciones
Referencia datos: Certificación E00004NY
- Tipo: Motor bóxer de 6 cilindros
- Diámetro: 135,1 mm
- Carrera: 111,1 mm
- Desplazamiento: 9.554 cc
- Admisión: Atmosférica
- Alimentación: Inyección de combustible
- Peso: Entre 196,8 y 202,3 kg según versiones
- Refrigeración: Aire
- Potencia: 300 hp a 2500 rpm (IO-580-A1A), 315 hp a 2700 rpm (IO-580-B1A y AEIO-580-B1A)
- Relación de compresión: 8,9:1